# Михеев, Илья Андреевич
Илья Андреевич Михеев (10 октября 1994, Омск) — российский хоккеист, правый крайний нападающий клуба НХЛ «Чикаго Блэкхокс».

## Карьера
Воспитанник школы омского «Авангарда». Чемпион МХЛ (2013) в составе «Омских Ястребов». Также выступал в ВХЛ за «Ермак», «Сокол» (Красноярск) и «Сарыарку».
Первую шайбу в КХЛ Илья забросил 18 сентября 2015 года, а 21 сентября был признан лучшим новичком недели в лиге. 4 января 2016 года вновь получил эту еженедельную награду.
По итогам сезона 2017/18 Илья Михеев был признан лучшим игроком «Авангарда».
Имел контракт с «Авангардом» до конца сезона 2018/19.
6 мая 2019 года подписал контракт новичка с клубом НХЛ «Торонто Мейпл Лифс».
2 октября 2019 года Илья, в домашнем матче против "Оттавы Сенаторз", забросил свою первую шайбу в НХЛ в своём первом матче. Так же в этой игре он заработал 1 ассистентский балл.
В составе олимпийской сборной России в 2017 году принимал участие в Кубке Словакии и Кубке Германии.
В составе сборной России участвовал на чемпионате мира 2018 года в Дании и набрал 4 (3+1) очка.
21 октября 2020 года переподписал контракт с «Торонто Мейпл Лифс» на 2 года до сезона 2022/23 со среднегодовой зарплатой в $ 1,645 млн.
13 июля 2022 года после окончания контракта с «Торонто Мейпл Лифс» вышел на рынок свободных агентов и заключил контракт с «Ванкувер Кэнакс» на 4 года и общую сумму $ 19 млн. со среднегодовой зарплатой в $ 4,75 млн.
27 июня 2024 года вместе с Сэмом Лафферти и правом выбора во 2-м раунде драфта 2027 года был обменян в «Чикаго Блэкхокс» на право выбора в 4-м раунде драфта 2027 года. 

## Статистика
| Легенда | Легенда                    | Легенда | Легенда                   | Легенда | Легенда    |
| ------- | -------------------------- | ------- | ------------------------- | ------- | ---------- |
| И       | Количество проведённых игр | Штр     | Штрафное время            | +/−     | Плюс-минус |
| Г       | Голы                       | П       | Голевые передачи          | О       | Очки       |
| -       | Статистика неизвестна      | —       | Статистика не учитывалась |         |            |